# Кирхберг-на-Векселе
Кирхберг-на-Векселе (нем. Kirchberg am Wechsel) — ярмарочная коммуна (нем. Marktgemeinde) в Австрии, в федеральной земле Нижняя Австрия.
Входит в состав округа Нойнкирхен. Население составляет 2475 человек (на 31 декабря 2005 года). Занимает площадь 51,17 км². Официальный код — 3 1814.

## Фотографии

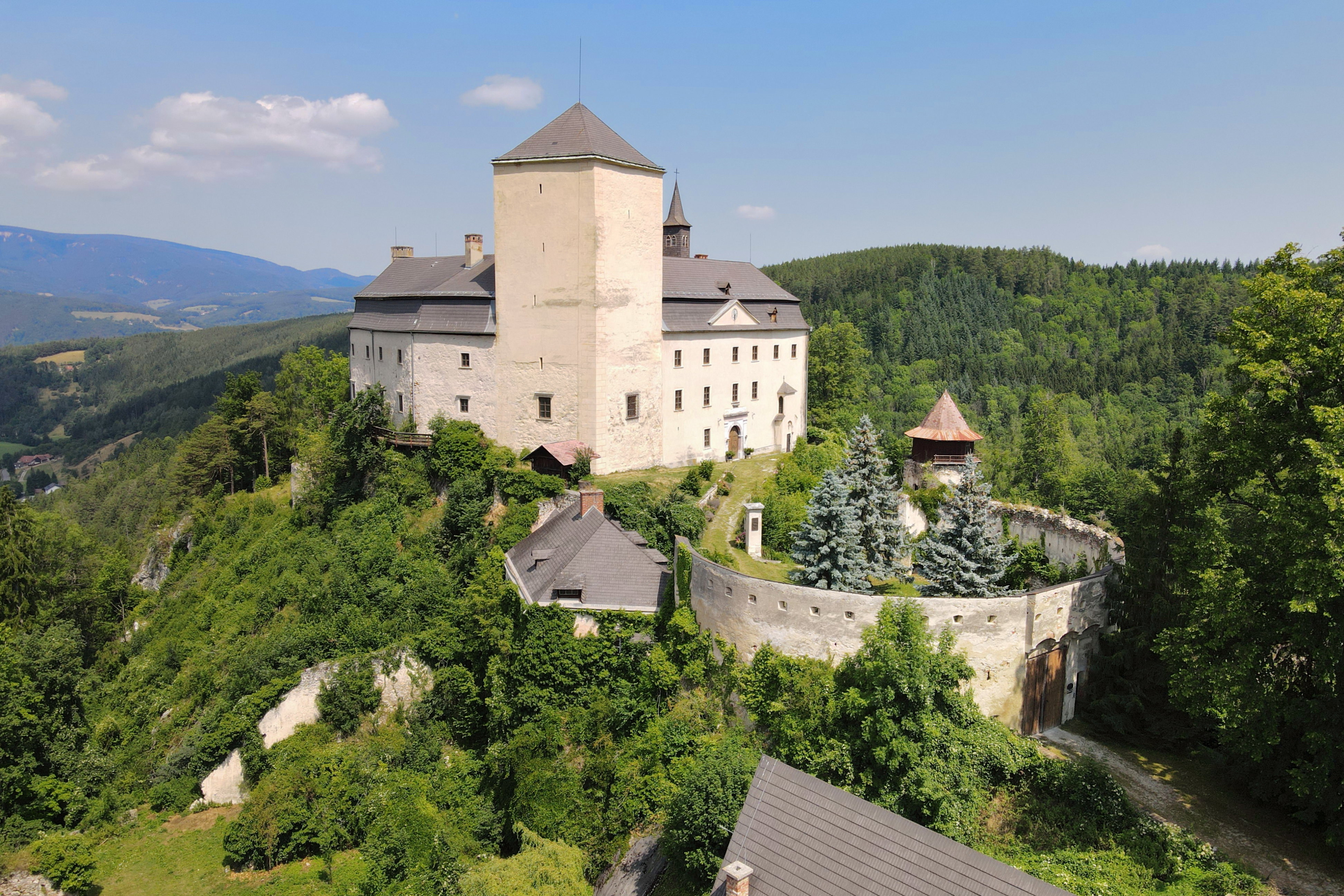
Замок Кранихберг
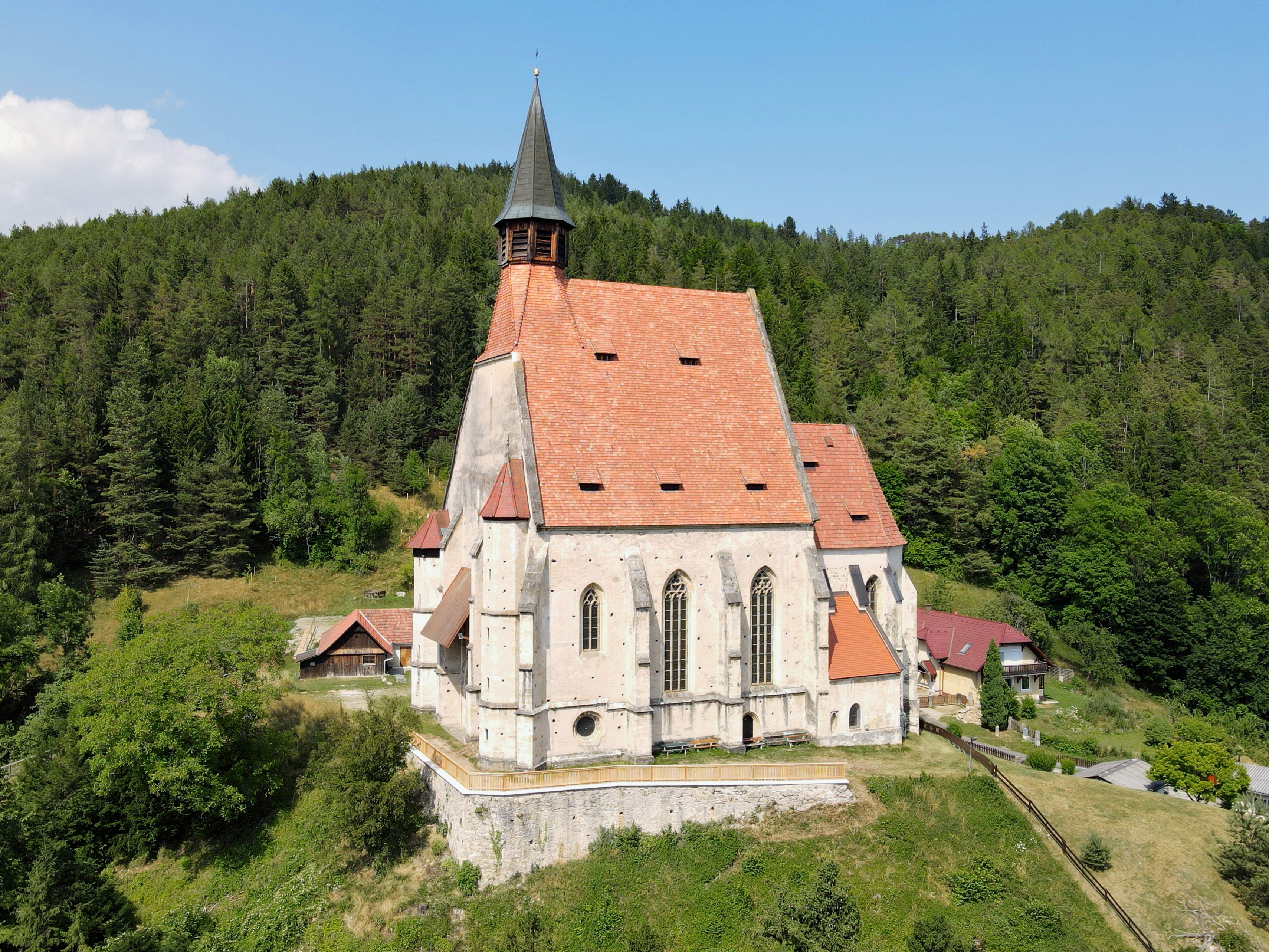
Церковь св. Вольфганг

## Политическая ситуация
Бургомистр коммуны — Виллибальд Фукс (АНП) по результатам выборов 2010 года.
Совет представителей коммуны (нем. Gemeinderat) состоит из 21 места.
- АНП занимает 14 мест.
- СДПА занимает 4 места.
- АПС занимает 3 места.